# Tegelmozaïek Purmerweg
Het Tegelmozaïek Purmerweg is een kunstwerk aangebracht aan een gebouw aan de Purmerweg in stedelijk Amsterdam-Noord.

## Mozaïek
Het tableau maakt deel uit van twee tableaus ontworpen door Lex Horn voor gebouw Purmerweg 46. Het eerste daarvan is intern geplaatst. Het tweede is bevestigd aan een kleine overstek aan de voorgevel. Het gehele tegeltableau is uitgevoerd in wit, grijstinten en zwart. Bij een onderzoek van de dienst Bureau Monumenten en Archeologie naar wandkunst werd dit kunstwerk met kunsthistorische waarde als topwerk beoordeeld. Het is een (op het oog) abstract werk in het oeuvre van Horn, alhoewel de beoordeling ook spreekt van twee zittende wachtende mensen, een verwijzing naar het oorspronkelijke gebruik. Het werk werd mede als "top" beoordeeld omdat een deel van de kunst ontworpen door Horn ten tijde van die beoordeling (2017/2018) al ten prooi was gevallen aan de slopershamer. Dat was weer een gevolg van een terugtredende overheid die niet meer te gebruiken gebouwen verkocht zonder acht te slaan op de daarin aanwezige kunst, voortvloeiend uit de 1%-regeling (1% van de bouwkosten werd gereserveerd voor kunstobjecten), juist gedaan uit gemeenschapsgelden. De commissie vond het verder beeldbepalend voor de buurt.

## Gebouw
Het gebouw werd in 1964 door de Dienst der Publieke Werken (architect Henk 't Hoen) ontworpen. Het was bedoeld ter onderbrenging van een consultatiebureau van de GGD Amsterdam in Amsterdam-Noord en dan met name voor Tuindorp Nieuwendam. In de buurt werd gebouwd in de Amsterdamse Schoolstijl (voor de Tweede Wereldoorlog, zie Beemsterstraat) of in de Aireystijl (net na de Tweede Wereldoorlog, Enkhuizerplein). Purmerweg 46 werd echter pas in 1968 opgeleverd in de stijl van wederopbouw. Het gebouw heeft de kenmerkende rechthoekige aanblik van gebouwen uit die tijd. Het gebouw wordt in 2018 nog steeds gebruikt door een consultatiebureau (Ouder- en kindercentrum Purmerweg).

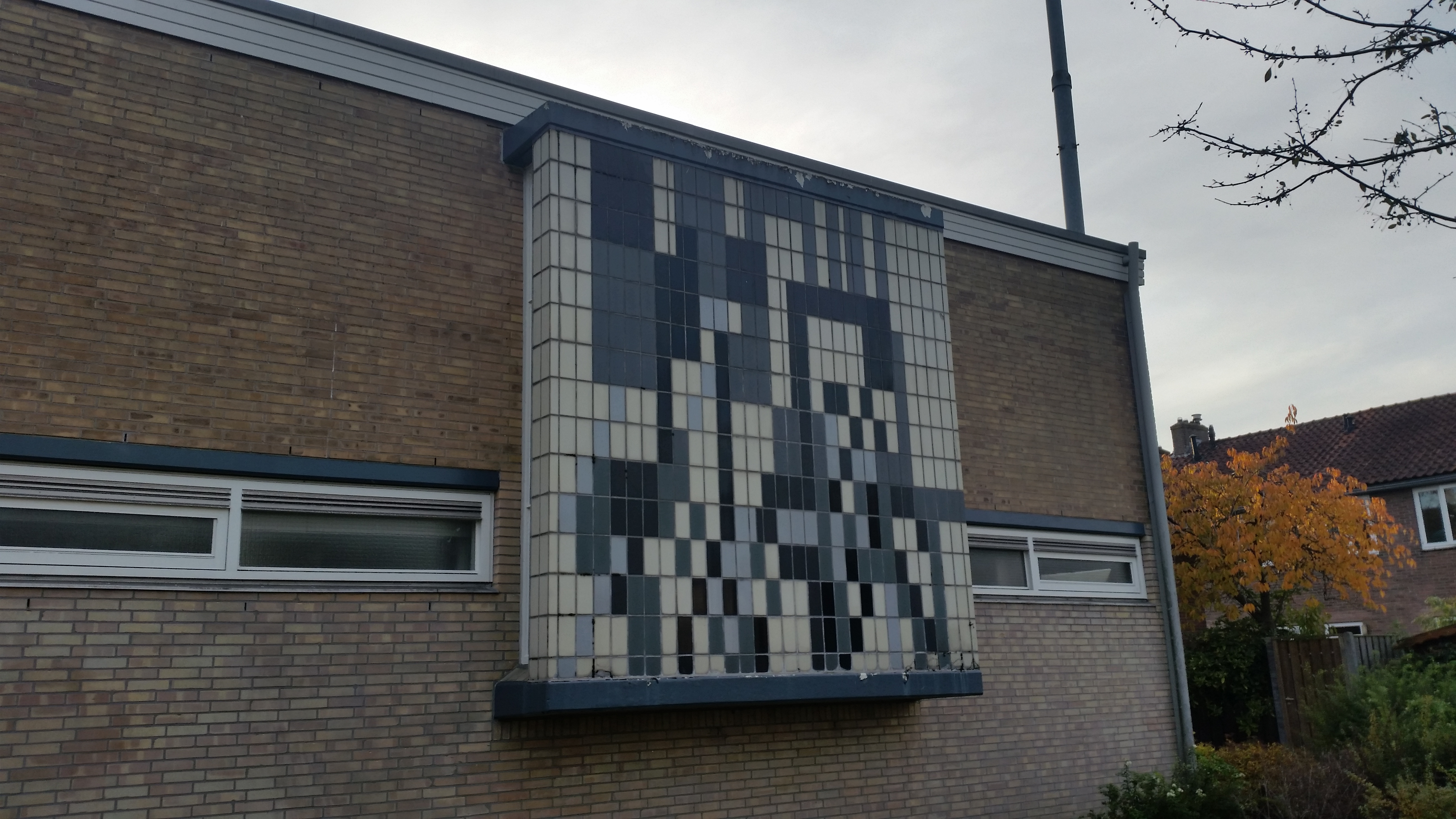
Mozaïek op overstek (november 2018)